# Vriesea mollis
Vriesea mollis là một loài thuộc chi Vriesea. Đây là loài đặc hữu của Brasil.